# STANAG 3910
STANAG 3910 ist ein NATO-Standard für einen Avionik-Datenbus für das European Fighter Aircraft (EFA). STANAG 3910 ist ein (optischer) Highspeed-Datenbus mit einer Übertragungsfrequenz von 20 MHz. Der optische Bus wird über einen elektrischen MIL-STD-1553-Bus kontrolliert, die Strukturen sind daher identisch. Eine Datennachricht kann derzeit 4096 Datenworte groß sein.

## Transferablauf

Übersicht über einen STANAG 3910 BUS

Der Transfer wird über den MIL-STD-1553 BUS angestoßen. Der Sender gibt auf dem 1553 BUS bekannt, wem er nun Daten senden möchte, und erfährt darüber ob er senden darf oder nicht. Wurde das ausgehandelt, werden die Daten mittels optischer Lichtpulse über die Glasfasern zum Empfänger übertragen. Diese Art der Übertragung wird auch EFABus genannt.
Es gibt noch eine erweiterte Version, den EFABus Express (EFEx). Dieser wurde für die Tranche 2 des Eurofighter konzipiert und ist voll kompatibel zum MIL-STD-1553 und dem gemischten EFABUS (STANAG 3910). Jedoch kann hier auch eine Kommunikation auf rein optischer Ebene stattfinden.

## Einsatz
Der Datenbus wird im Eurofighter für die interne Kommunikation eingesetzt.